# Maher Zain

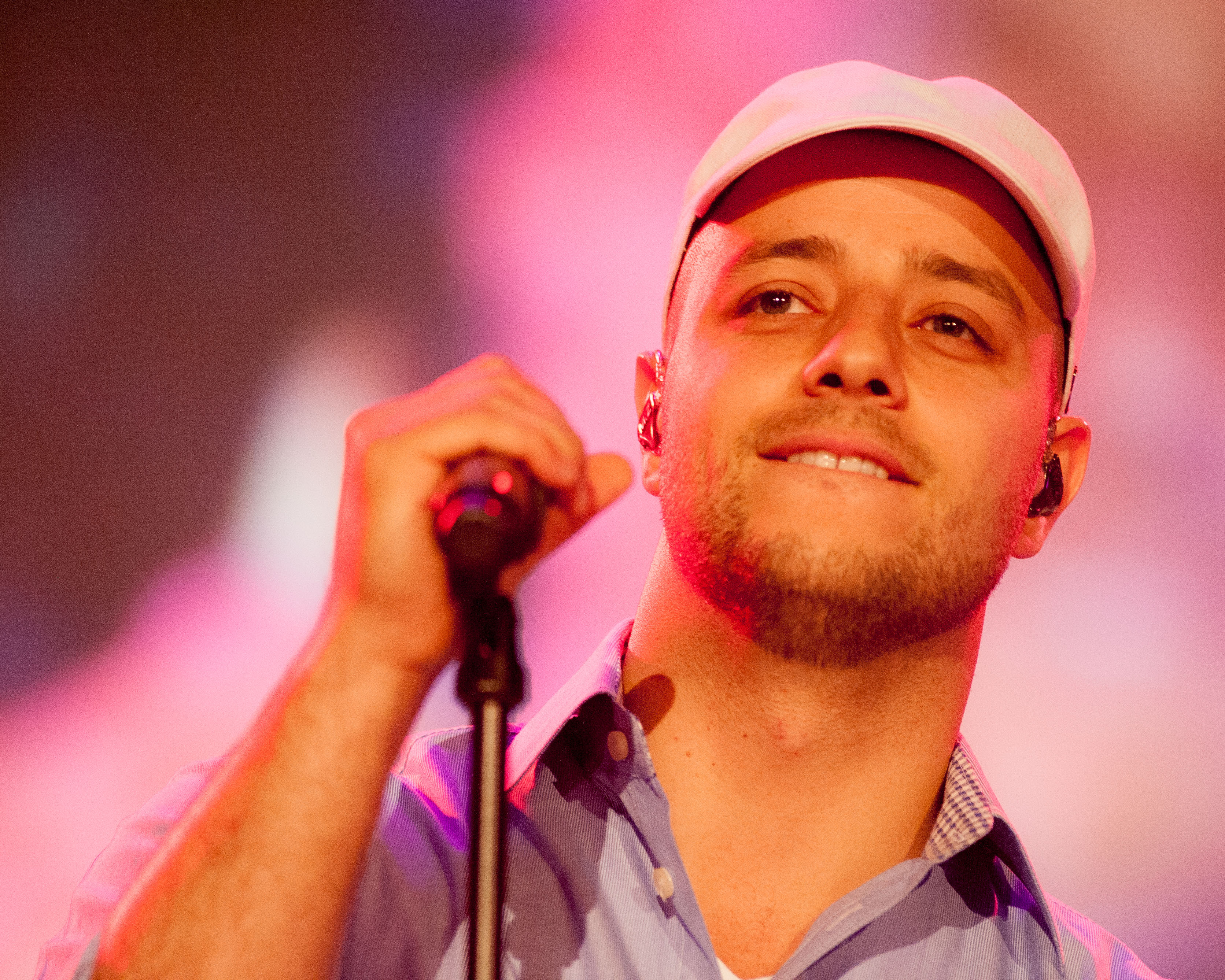
Maher Zain, 2012

Maher Zain (arabisch ماهر زين, * 16. Juli 1981 in Tripoli, Libanon) ist ein schwedischer R&B-Sänger, Songwriter und Musikproduzent libanesischer Herkunft.

## Leben und Karriere
Zains Familie zog nach Schweden, als er acht Jahre alt war. Er hat einen Bachelor-Abschluss in Luft- und Raumfahrttechnik. Nach seinem Studium trat er im Jahr 2005 der Plattenfirma Konvict Muzik von RedOne und Akon bei. Ein Jahr später ging er nach New York City. Nach seiner Rückkehr nach Schweden widmete er sich dem Rhythm and Blues, den er mit vom Islam beeinflussten Texten bzw. arabischen Musikelementen modifizierte.
Er veröffentlichte sein Debüt-Album Thank You Allah im Jahr 2009. Das Nachfolge-Album Forgive Me erschien am 2. April 2012.

## Diskografie

### Alben
- 2009: Thank You Allah (Awakening Records; MY: ×8Achtfachplatin , ID: ×2Doppelplatin )[1][2]
- 2012: Forgive Me (Awakening Records)
- 2016: One (Awakening Records)

### Kompilationen
- 2015: Singles & Duets

### EPs
- 2021: Nour Ala Nour

### Singles (Auswahl)
| - 2009: Ya Nabi Salam Alayka - 2009: Baraka Allah Lakuma - 2009: For the Rest of My Life - 2009: Insha Allah - 2009: Thank You Allah - 2009: Allahi Allah Kiya Karo (mit Irfan Makki) - 2009: Always Be There - 2012: Mawlaya - 2012: Number One For Me - 2012: Assalamu Alayka - 2012: Muhammad - 2012: Radhitu Billahi Rabba - 2012: Paradise - 2013: Ramadan | - 2013: Neredesin - 2013: Masha´Allah - 2014: Bugün Bayram (mit Mesut Kurtis) - 2015: Nas Teshbehlena - 2016: Peace Be Upon You - 2016: Ummati - 2016: Medina - 2016: O Sensin Ki / Bika Moulhimi / The Way of Love (mit Mustafa Ceceli) - 2018: Gülmek Sadaka (mit Sinan Akçıl) - 2018: Huwa Alquran - 2020: Antassalam - 2021: Qalbi Sajad - 2021: Hubb Ennabi - 2022: Rahmatun Lil'Alameen |